# 磯部町 (三重県)
磯部町（いそべちょう）は、かつて三重県志摩郡にあった町。南勢地域（伊勢志摩）に含まれる。
2004年（平成16年）10月1日、志摩郡阿児町、大王町、浜島町、志摩町と合併して志摩市が発足し、自治体としての磯部町は廃止された。

## 地理
伊勢志摩国立公園及び志摩半島のほぼ中央に位置する。東西約13.45km、南北約9.83 kmに及ぶ。

### 地形
- 河川：二級河川磯部川水系の野川・磯部川(神路川)・池田川が中心。町内の河川はすべて的矢湾に注ぐ。
- 山岳：京路山(414.8m)・青峰山 (336.3m)
- 海洋：伊雑ノ浦、的矢湾
- 島嶼：渡鹿野島
- 湖沼：神路湖（神路ダムによる人工湖）、六呂瀬池
- 岬：和田岬（渡鹿野島南端）

### 地区
磯部・的矢・成基の3地域に分けられる。人口は2006年4月時点。

#### 磯部地区
旧志摩郡磯部村域。特に☆印を付した地区は「磯部九郷」と称し、磯部の御神田（伊雑宮御田植祭）の当番区となる。
- 五知
- 迫間
- 飯浜

- 五知（ごち）☆：平家の落人伝説の残る集落。183人。
- 沓掛（くつかけ）☆：志摩安国寺がある。168人。
- 上之郷（かみのごう）☆：伊勢神宮内宮の別宮伊雑宮がある。281人。
- 山田（やまだ）☆：山中に養豚場がある。622人。
- 恵利原（えりはら）☆：おうむ岩や恵利原の水穴（天の岩戸）名水百選）がある名勝。1152人。
- 築地（ついじ）☆：三重ナルミの工場がある。554人。
- 迫間（はさま）☆：磯部町の中心街を成す。1615人。
- 穴川（あながわ）☆：うなぎ養殖場が立地。1243人。
- 下之郷（しものごう）☆：旭電器の工場がある。899人。
- 飯浜（いいはま）：伊雑ノ浦に面する漁業集落。234人。
- 坂崎（さかざき）：志摩スペイン村が立地する。471人。

#### 的矢地区
旧志摩郡的矢村域。的矢中学校・的矢小学校の校区に対応。
- 的矢
- 三ヶ所
- 渡鹿野

- 的矢（まとや）：的矢かきの産地として有名。445人。
- 三ヶ所（さんがしょ）：的矢対岸の漁業集落。362人。
- 渡鹿野（わたかの）：的矢湾に浮かぶ、風待港として賑わった島。344人。

#### 成基地区
旧度会郡神原村の東部地区。
- 山原
- 栗木広
- 桧山

- 山原（やまはら）：旧来の集落山原と開拓地の夏草から成る。332人。
- 栗木広（くりきひろ）：六呂瀬池がある。199人。
- 檜山（ひやま）：磯部町及び志摩市最小の集落。105人。

### 土地利用
2002年現在
| 用途   | 面積（km2） | 構成比（%） |
| ------ | ----------- | ----------- |
| 宅地   | 2.28        | 2.9         |
| 田     | 6.85        | 8.8         |
| 畑     | 3.35        | 4.3         |
| 山林   | 40.00       | 51.1        |
| 原野   | 1.45        | 1.9         |
| その他 | 24.27       | 31.0        |

### 気候
| 磯部（1958年）の気候   | 磯部（1958年）の気候 | 磯部（1958年）の気候 | 磯部（1958年）の気候 | 磯部（1958年）の気候 | 磯部（1958年）の気候 | 磯部（1958年）の気候 | 磯部（1958年）の気候 | 磯部（1958年）の気候 | 磯部（1958年）の気候 | 磯部（1958年）の気候 | 磯部（1958年）の気候 | 磯部（1958年）の気候 | 磯部（1958年）の気候 |
| 月                     | 1月                  | 2月                  | 3月                  | 4月                  | 5月                  | 6月                  | 7月                  | 8月                  | 9月                  | 10月                 | 11月                 | 12月                 | 年                   |
| ---------------------- | -------------------- | -------------------- | -------------------- | -------------------- | -------------------- | -------------------- | -------------------- | -------------------- | -------------------- | -------------------- | -------------------- | -------------------- | -------------------- |
| 平均最高気温 °C （°F） | 10.4 (50.7)          | 10.5 (50.9)          | 13.5 (56.3)          | 17.9 (64.2)          | 21.6 (70.9)          | 23.4 (74.1)          | 27.2 (81)            | 29.9 (85.8)          | 23.8 (74.8)          | 22.1 (71.8)          | 17.6 (63.7)          | 13.3 (55.9)          | 19.4 (66.9)          |
| 日平均気温 °C （°F）   | 7.0 (44.6)           | 6.9 (44.4)           | 9.9 (49.8)           | 14.6 (58.3)          | 18.3 (64.9)          | 21.4 (70.5)          | 24.9 (76.8)          | 27.3 (81.1)          | 21.4 (70.5)          | 19.2 (66.6)          | 14.4 (57.9)          | 9.7 (49.5)           | 16.5 (61.7)          |
| 平均最低気温 °C （°F） | 3.7 (38.7)           | 3.4 (38.1)           | 6.4 (43.5)           | 11.4 (52.5)          | 15.6 (60.1)          | 19.1 (66.4)          | 22.7 (72.9)          | 24.8 (76.6)          | 21.4 (70.5)          | 16.4 (61.5)          | 11.3 (52.3)          | 6.3 (43.3)           | 13.5 (56.3)          |
| 平均降水日数           | 7                    | 7                    | 11                   | 12                   | 13                   | 14                   | 12                   | 11                   | 14                   | 12                   | 11                   | 13                   | 147                  |
| 出典：『磯部郷土史』   |                      |                      |                      |                      |                      |                      |                      |                      |                      |                      |                      |                      |                      |

## 歴史

### 町名の由来
昭和の大合併に際して、磯部村が中心となったことから磯部町となった。この「磯部」という地名は「伊雑」（いざわ・いぞう）とともに神代から使用されていたとされる大変歴史のある地名である。
由来として『磯部町史』は「古来磯部氏によって開拓された地域であったこと」を挙げている。また磯部町の歴史を記述した『神路川 磯部小史』では、先の説を否定し、「磯に広がる部民の集落であったこと」としている。

### 沿革
- 1955年（昭和30年）2月11日 - 志摩郡磯部村・的矢村が合併して発足。磯部村は同日度会郡神原村の一部（大字栗木広・檜山・山原）を編入。当時の人口は11,806人[4] 。神原村の残部は度会郡南勢町（現・南伊勢町）の一部となる。
- 2004年（平成16年）10月1日 - 阿児町・大王町・浜島町・志摩町と合併して志摩市が発足。同日磯部町廃止。旧・磯部町域は志摩市磯部町となる。

## 人口
以下は国勢調査による。
| 1955年（昭和30年） | 11,701人 |  |
| 1960年（昭和35年） | 11,050人 |  |
| 1965年（昭和40年） | 10,450人 |  |
| 1970年（昭和45年） | 9,943人  |  |
| 1975年（昭和50年） | 9,868人  |  |
| 1980年（昭和55年） | 9,982人  |  |
| 1985年（昭和60年） | 9,973人  |  |
| 1990年（平成2年）  | 9,631人  |  |
| 1995年（平成7年）  | 9,776人  |  |
| 2000年（平成12年） | 9,429人  |  |

## 行政

### 歴代町長
| 代          | 町長       | 任期                            |
| 初代        | 平石重信   | 1955年3月15日 - 1967年2月26日   |
| 2代         | 北山三千夫 | 1967年2月27日 - 1975年2月26日   |
| 3代         | 中川榮之進 | 1975年2月27日 - 1983年2月26日   |
| 4代         | 南工       | 1983年2月27日 - 1988年11月15日  |
| 5代         | 濱田淵     | 1988年12月18日 - 1992年12月17日 |
| 6代         | 銅坂惇     | 1992年12月18日 - 1996年12月17日 |
| 7代（最終） | 西井一衛   | 1996年12月18日 - 2004年9月30日  |

なお、最後の町長西井一衛は志摩市の初代市長が選出されるまでの間、市長職務代理を務めた。

### 姉妹都市
- スペイン・スエカ市

ただし、2000年3月に姉妹都市提携を解消した。

## 経済

### 産業
農業
鳥羽志摩農業協同組合（現・伊勢農業協同組合）
有限会社三重リーフ：三つ葉の栽培を行っている。
生産物
- 穀類・芋類・豆類：米（なつのたより、あきたこまち、初星、チヨニシキ、コシヒカリ、もち）、大麦、小麦、サツマイモ、じゃがいも、里芋、大豆、エンドウ豆、みつ豆
- 野菜類：大根、玉ねぎ、葱、カボチャ、きゅうり、ほうれん草、茄子、イチゴ
- 果物・その他：梨、柿、ブドウ、みかん、梅、菜種、茶（緑茶、紅茶）、バラ

林業
杉、ヒノキ、松、くず、椎茸
水産業
鳥羽磯部漁業協同組合：あおさのりの養殖
有限会社佐藤養殖場：的矢かきの生産
穴川では大規模なウナギの養殖が行われている。
その他
- ナマコ、青のり、海苔、もずく、イワシ、真珠

工場を置く企業
三重ナルミ株式会社：鳴海製陶の関連会社。1984年4月27日進出。
旭電器工業株式会社志摩工場：パナソニック電工の関連企業として設立。1976年5月11日進出。
小橋電機株式会社磯部工場
その他
磯部郵便局

### 特産品
- 的矢かき
- うなぎ - 中六、川うめなど
- さわ餅
- 青海苔 - 別名：あおさ、正式名：ヒトエグサ
- 磯部みかん
- 志摩いちご

#### 産業人口
2000年時点の統計（平成12年国勢調査結果）
- 総労働力人口：4,763人

| 産業       | 区分   | 労働力（人） | 構成比（%） | 産業       | 区分                 | 労働力（人） | 構成比（%） |
| ---------- | ------ | ------------ | ----------- | ---------- | -------------------- | ------------ | ----------- |
| 第一次産業 | 農業   | 383          | 8.0         | 第三次産業 | 卸・小売業           | 871          | 17.2        |
| 第一次産業 | 林業   | 10           | 0.2         | 第三次産業 | 金融・保険・不動産業 | 71           | 1.5         |
| 第一次産業 | 水産業 | 168          | 3.5         | 第三次産業 | 運輸・通信業         | 238          | 5.0         |
| 第二次産業 | 鉱業   | 3            | 0.1         | 第三次産業 | 電気・ガス・水道業   | 24           | 0.5         |
| 第二次産業 | 建設業 | 598          | 12.6        | 第三次産業 | サービス業           | 1,574        | 33.0        |
| 第二次産業 | 製造業 | 696          | 14.6        | 第三次産業 | 公務                 | 181          | 3.8         |

## 教育

### 高等学校
- 三重県立志摩高等学校

### 中学校
- 磯部町立磯部中学校
- 磯部町立的矢中学校

### 小学校
- 磯部町立磯部小学校
- 磯部町立磯部小学校坂崎分校
- 磯部町立成基小学校
- 磯部町立的矢小学校

## 交通

### 鉄道路線
近畿日本鉄道
志摩線：五知駅 - 沓掛駅 - 上之郷駅 - 志摩磯部駅 - 穴川駅

### 路線バス
- 三重交通 - 磯部バスセンター（志摩営業所を併設）が拠点。
- 磯部町民バス - 現在は廃止され、磯部地域予約運行型バスに引き継がれている。

### 道路
一般国道
国道167号 - 鳥羽市とを結ぶ幹線道路。
県道
三重県道16号南勢磯部線 - 南伊勢町とを結ぶ幹線道路。
三重県道32号伊勢磯部線 - 通称伊勢道路。伊勢市とを結ぶ幹線道路。
三重県道47号鳥羽磯部線
三重県道61号磯部大王線
三重県道112号磯部浜島線
三重県道128号鳥羽阿児線 - 通称パールロード。
三重県道129号磯部大王自転車道線
三重県道750号阿児磯部鳥羽線

### 船舶
- 県道船：的矢と三ヶ所、渡鹿野島を結ぶ。

## 娯楽
- 磯部座 - 映画館（迫間）

## 名所・旧跡・観光スポット

### 名所・旧跡
- 伊雑宮 - 伊勢神宮内宮の別宮
- 天の岩戸 - 名水百選の一つ
- 神路ダム
- 青峰山
- おうむ岩：高さ31m､幅127mの一枚岩
- 磯部神社
- 佐美長神社（別名：穂落社）
- 日和山 - 的矢湾の眺望
- 的矢湾大橋
- 渡鹿野島 - 阿児町の和部から渡船3分
- 福寿寺 - 五知の赤旗（平家の赤旗）
- 薬師堂 - 円空作薬師三尊像
- 伊雑ノ浦

### 観光スポット
- 志摩スペイン村パルケ・エスパーニャ
- 伊勢志摩カントリークラブ（ゴルフ場）
- 道の駅伊勢志摩
- 磯部町郷土資料館
- 木場公園
- 磯部ふれあい公園
- 磯部わたかの温泉

### 催事・祭事
- 伊雑宮御田植祭（6月24日） - 日本の3大御田植祭の一つ
- 磯部神社祭り（11月11日）
- 青峰山御船祭（旧暦の1月18日）
- 渡鹿野天王祭
- 恵利原早餅つき

## 出身有名人
- 北条霞亭 - 漢学者
- 市川清流[7] - 漢学者・国学者、「博物館」の語を作った人物
- 見瀬辰平 - 真珠養殖技師。成基で生まれ、11歳から渡鹿野で育った。
- 羽根泰正 - 囲碁棋士
- 羽根直樹 - 囲碁棋士 羽根泰正の実子
- 嶋田青峰 - 俳人
- 嶋田的浦 - 俳人 嶋田青峰の弟
- 朝志雄亮賀 - 大相撲力士（高砂部屋）[8]
- 谷崎重幸 - ラグビー監督[9]、東福岡高監督として花園で4度優勝[10]